# Aprendizaje basado en proyectos
El aprendizaje basado en proyectos (ABP) consiste en una modalidad de enseñanza y aprendizaje centrada en tareas, un proceso compartido de negociación entre los participantes, siendo su objetivo principal la obtención de un producto final. Este método promueve el aprendizaje individual y autónomo dentro de un plan de trabajo definido por objetivos y procedimientos. Los alumnos se responsabilizan de su propio y único aprendizaje, descubren sus preferencias y estrategias en el proceso. Así mismo pueden participar en las decisiones relativas a los contenidos y a la evaluación del aprendizaje.

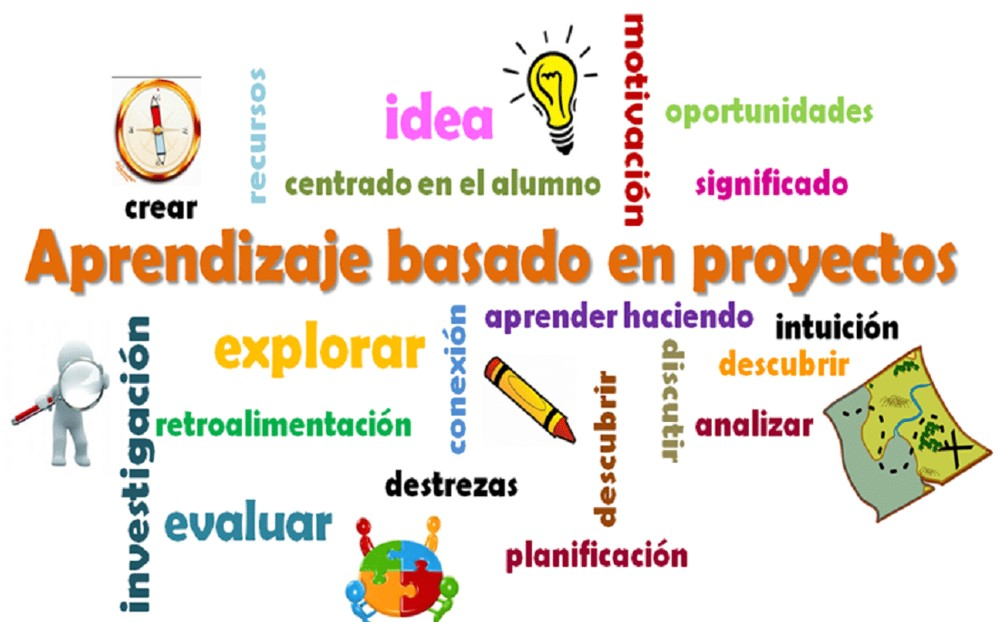
Mapa del aprendizaje

El aprendizaje basado en proyectos es una metodología que se desarrolla de manera colaborativa que enfrenta a los estudiantes a situaciones que los lleven a plantear propuestas ante determinada problemática. Entendemos por proyecto el conjunto de actividades articuladas entre sí, con el fin de generar productos, servicios o comprensiones capaces de resolver problemas, o satisfacer necesidades e inquietudes, considerando los recursos y el tiempo asignado.
En esta metodología, el aprendizaje de conocimientos tiene la misma importancia que la adquisición de habilidades y actitudes. Es importante comprender que es una metodología y no una estrategia instruccional. Es considerado además, una estrategia de aprendizaje, en la cual los estudiantes se enfrentan a un proyecto que deben desarrollar.
Implica sostener los aprendizaje sobre la base de los sentidos. Da el protagonismo al alumnado evitando su papel pasivo del sistema de contenidos y trabajando desde su participación activa y crítica para que alcance los aspectos clave definidos en el proyecto. La educación confirma este proceso como algo fundamental para lograr ciudadanos democráticos y con pensamiento científico.
Cada alumno o alumna posee un cerebro único y la plasticidad cerebral nos asegura su desarrollo. Por ello debemos posibilitar que cada persona alcance su desarrollo a través tomar el control de su propio aprendizaje. El ABP permite que todo el alumnado pueda aprender, de manera inclusiva, construyendo socialmente el conocimiento.
El aprendizaje basado en proyectos o ABP es una de las metodologías de aprendizaje creada con la funcionalidad de dar un rol más activo al estudiante y cambiar el sistema tradicional. Fue desarrollado debido a la constante insatisfacción por parte de los profesores y alumnos.

## El aprendizaje basado en proyectos en educación infantil y primaria
En la educación en general, de un tiempo a esta parte, se ha ido consolidando la idea de valorar el trabajo articulado entre los diferentes niveles de educación, contando con la participación activa de la familia y comunidad de los niños atendidos en el sistema. Por lo que distintas acciones dan cuenta de avances en estas materias. Es por ello que el sistema educativo venezolano, ha venido incorporado y modificando durante los últimos años los diseños curriculares desde los primeros niveles de la educación, partiendo desde la Inicial y pasando por la Primaria, Básica y Diversificada, todo ello, en función de mejorar las prácticas pedagógicas que estos reciben y promover el desarrollo integral los niños y niñas que se encuentran actualmente escolarizados.
Ahora bien, el complejo proceso que adquieren los niños y niñas desde que comienzan la educación infantil, constituye la fase previa que se inicia desde la concepción hasta el ingreso al primer grado; etapa donde se sientan las bases fundamentales para el desarrollo integral y donde se producen las primeras experiencias escolares de relaciones personales e interpersonales que viven fuera de su contexto familiar obteniendo así, las primeras adquisiciones intelectuales, psicomotoras, socio-afectiva que enriquecerán a futuro su desarrollo y educación integral que estos merecen.
Por lo que, partiendo desde esta perspectiva, el niño y la niña desde la educación infantil debe prepararse para los cambios que la educación primaria requiere, por lo que debe cambiar y reestructurar su psicología esencial, y adaptarse a otras etapas escolares comenzando por la primaria, la cual, es la encargada de romper con ese esquema inicial, para convertirse en estudiantes regulares de dicho sistema.
Ahora bien, es importante destacar, que en la práctica educativa, el niño de la educación infantil se desenvuelve en un ambiente favorable, libre, espontáneo, informal, el cual permite seleccionar las actividades a desarrollar en las áreas de trabajo, aunque siempre orientado, estas cuentan con materiales diversos que invitan a la creatividad, innovación e investigación, allí explora, descubre, constituye su propio aprendizaje, es respetado como persona porque así lo siente, adquiere destrezas, habilidades y conocimientos cuando ha alcanzado su nivel de desarrollo para ello; el aprendizaje se basa en sus necesidades e interés, su libertad de acción le permite decidir y escoger la actividad que más le gusta y lo hace sentirse bien.
De forma contraria y en su mayoría, la educación primaria, tiene como finalidad la formación integral del alumno mediante el desarrollo de una destreza, capacidad científica, técnica, humanista y artística, a la vez le ofrece condiciones para que los diferentes aprendizajes suministrados a los niños consoliden su formación integral, pero los niños al llegar al primer grado se enfrentan a un espacio totalmente distinto al que el ya traía desde su proceso de escolarización.
Es por ello, que la apuesta de la articulación infantil a primaria debe enfocarse en la preparación académica e instructiva de los docentes y con la puesta en práctica de estrategias y recursos didácticos, que favorezcan la continuidad entre los dos etapas, logrando una instrumentación de su labor pedagógica para evitar que se produzca un cambio desfavorable o una adaptación inadecuada de una etapa a otra, ya que esta, puede producir traumas para el niño y la niña en edad inicial el cual están acostumbrados, pasa de un ambiente libre, abierto, espontáneo, dinámico, flexible, creativo, donde se planifica y trabaja bajo sus necesidades de afecto, socialización,autonomía, movimientos y juegos.

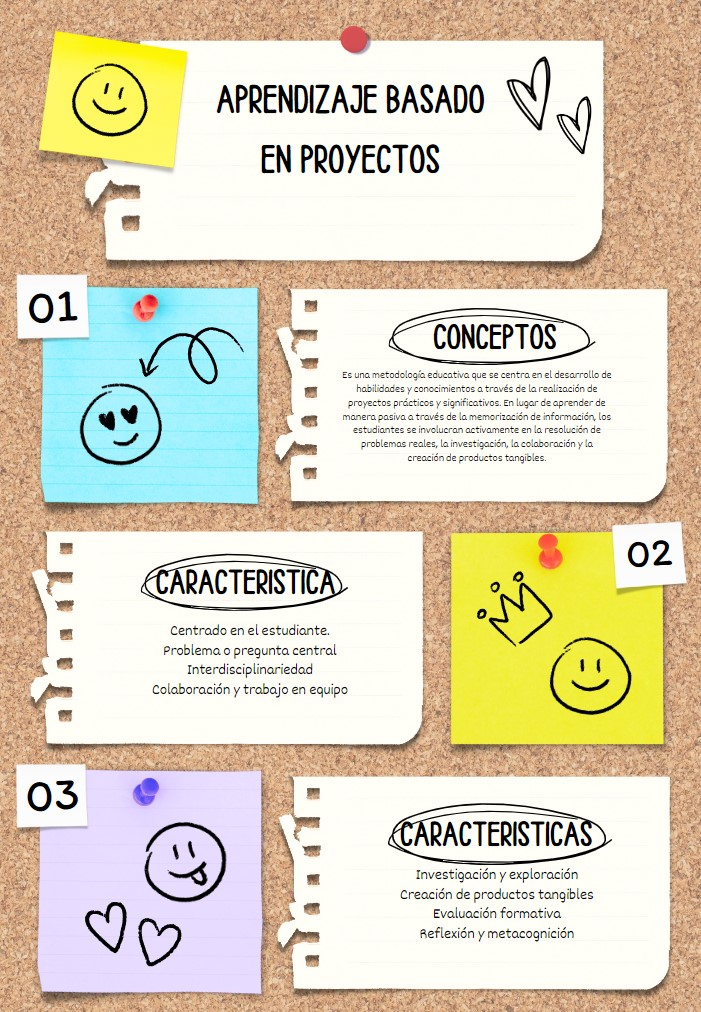
Infografía Aprendizaje

## El rol del alumno es activo
En la escuela tradicional el alumno ha sido siempre receptor de conocimiento sin mucha interacción. En el ABP, sin embargo, es el alumno quien tiene que ir creando el conocimiento, y eso exige su rol sea activo, ya que, al fin y al cabo, el alumno tiene que:
- Resolver problemas
- Interpretar datos
- Investigar
- Discriminar información
- Plantear hipótesis y conclusiones

## Descripción del método
El método consiste en la realización de un proyecto, normalmente de cierta envergadura y en grupo. Ese proyecto ha sido analizado previamente por el profesor para asegurarse de que el alumno tiene todo lo necesario para resolverlo, y que en su resolución desarrollará todas las destrezas que se desea.
El desarrollo del proyecto empieza con una pregunta generadora. Esta no debe tener una respuesta simple basada en información, sino requerir del ejercicio del pensamiento crítico para su resolución. El proyecto ayuda a modelar el pensamiento crítico y ofrece andamiaje para que el estudiante aprenda a realizar las tareas cognitivas que caracterizan el pensamiento crítico. Ejemplos de pensamiento crítico son: juzgar entre alternativas, buscar el camino más eficiente para realizar una tarea, sopesar la evidencia, revisar las ideas original, elaborar un plan o resumir los puntos más importantes de un argumento.

## Ventajas y beneficios
Los principales beneficios reportados por algunos autores de este modelo al aprendizaje incluyen:
- Los alumnos desarrollan habilidades y competencias tales como colaboración, planteamiento de proyectos, comunicación, toma de decisiones y manejo del tiempo (Blank, 1997; Dickinsion et al, 1998).
- Se Aumenta la motivación. Se registra un aumento en la asistencia a la escuela, mayor participación en clase y mejor disposición para realizar las tareas (Bottoms & Webb, 1998; Moursund, Bielefeldt, & Underwood, 1997).
- Mejora la satisfacción con el aprendizaje y prepara mejor a los estudiantes para afrontar situaciones reales que se encontrarán en su futuro laboral (Sánchez, 2013).
- Integración entre el aprendizaje en la escuela y la realidad. Los estudiantes retinen mayor cantidad de conocimiento y habilidades cuando están comprometidos con proyectos estimulantes. Mediante los proyectos, los estudiantes hacen uso de habilidades mentales de orden superior en lugar de memorizar datos en contextos aislados, sin conexión. Se hace énfasis en cuándo y dónde se pueden utilizar en el mundo real (Blank, 1997; Bottoms & Webb, 1998; Reyes, 1998).
- Desarrollo de habilidades de colaboración para construir conocimiento. El aprendizaje colaborativo permite a los estudiantes compartir ideas entre ellos, expresar sus propias opiniones y negociar soluciones, habilidades todas, necesarias en los futuros puestos de trabajo (Bryson, 1994; Reyes, 1998; Sánchez, 2013). Desarrollan por tanto, habilidades comunicativas y sociales.
- Acrecentar las habilidades para la solución de problemas (Moursund, Bielefeld, & Underwood, 1997).
- Aumentar la autoestima. Los estudiantes se enorgullecen de lograr algo que tenga valor fuera del aula de clase y de realizar contribuciones a la escuela o la comunidad (Jobs for the future,).
- Acrecentar las fortalezas individuales de aprendizaje y de sus diferentes enfoques y estilos hacia este (Thomas, 1998).
- Aprender de manera práctica a usar la tecnología. (Kadel, 1999; Moursund, Bielefeldt, & Underwood, 1997).

En resumen el Aprendizaje Basado en Proyectos apoya a los estudiantes a: (1) adquirir conocimientos y habilidades básicas, (2) aprender a resolver problemas complicados y (3) llevar a cabo tareas difíciles utilizando estos conocimientos y habilidades.

## Historia

### Antecedentes
Conocido como la enseñanza basada en hacer. El educador William Heard Kilpatrick elaboró el concepto y lo hizo famoso a través del texto The Project Method (1918), aunque hay vestigios de personajes que le antecedieron a través de diversos estudios, por lo que para comprender su origen es necesario remontarse años atrás. Knoll en su artículo The Project Method: its Vocational Education Origin and International Development (1997) considera que el aprendizaje basado en proyectos podría dividirse en cinco etapas.
1. 1850-1865. Comienza a trabajarse por proyectos en las escuelas de arquitectura de Europa, principalmente en Roma y París.
2. 1865-1880. El proyecto como una herramienta de aprendizaje. Pasa de aplicarse únicamente en arquitectura a aplicarse también en ingeniería, y se transfiere de Europa al continente americano.
3. 1880-1915. Se empieza a trabajar por proyectos en las escuelas públicas.
4. 1915-1965. Se redefine el concepto de aprendizaje basado en proyectos y migra a Europa.
5. 1965 a la actualidad. Se produce una ola de expansión del ABP después de su caída en los años 30. Modelo de aprendizaje que exige que el profesor sea un creador y guía que estimule a los estudiantes a aprender ya que, la realidad concreta se acerca al estudiante realizando un proyecto completo de trabajo en el cual deben aplicarse múltiples habilidades y conocimientos.

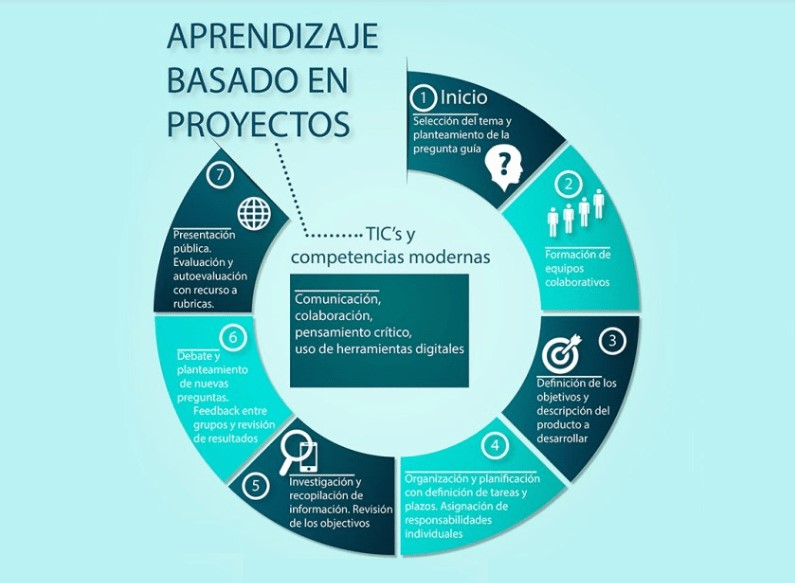
Aprendizaje basado en proyectos

### Desarrollo
John Dewey es reconocido como uno de los primeros defensores de la educación basada en proyectos o al menos de sus principios a través de su idea de «aprender haciendo». En My Pedagogical Creed (1897) Dewey enumeró sus creencias, incluida la opinión de que «el maestro no está en la escuela para imponer ciertas ideas o para formar ciertos hábitos en el niño, sino que está allí como miembro de la comunidad para seleccionar las influencias que afectarán al niño y ayudarlo a responder adecuadamente a estos». Por ello, promovió las llamadas actividades expresivas o constructivas como centro de correlación. La investigación educativa ha desarrollado esta idea de enseñanza y aprendizaje en una metodología conocida como «aprendizaje basado en proyectos». William Heard Kilpatrick se basó en la teoría de Dewey, quien era su maestro, e introdujo la metodología basada en proyectos como un componente del método de enseñanza de problemas de Dewey.
Algunos académicos también asociaron el aprendizaje basado en proyectos con la perspectiva del «aprendizaje situado» de Jean Piaget y las teorías constructivistas. Piaget defendió una idea de aprendizaje que no se centra en la memorización; dentro de su teoría, el aprendizaje basado en proyectos se considera un método que involucra a los estudiantes a inventar y ver el aprendizaje como un proceso con futuro en lugar de adquirir una base de conocimiento como un hecho. Los desarrollos posteriores a la educación basada en proyectos como pedagogía se basaron más tarde en las teorías de la educación teniendo en cuenta la experiencia y la percepción, propuestas por teóricos como John Amos Comenius, Johann Heinrich Pestalozzi y María Montessori, entre otros.

## Objetivos
El aprendizaje basado en proyectos tiene diversos objetivos, entre los más representativos podemos encontrar:
1. Formar personas capaces de interpretar los fenómenos y acontecimientos que ocurren a su alrededor.
2. Desarrollar motivación hacia la búsqueda y producción de conocimientos a través de experiencias de aprendizaje atractivas que involucran a los estudiantes en proyectos complejos del mundo real donde desarrollan habilidades y conocimientos.
3. Los proyectos tienen objetivos claros, enfocados a lo que los estudiantes deben saber como resultado de los aprendizajes.
4. Existe un objetivo triple: que los alumnos/as construyan sus propios conocimientos, desarrollen competencias y trabajen de forma colaborativa.

## Objetivos de su implementación
El utilizar el aprendizaje basado en proyectos permite:
1. La integración de asignaturas, reforzando la visión de conjunto de los saberes humanos.
2. Organizar actividades en torno a un fin común, definido por los intereses de los estudiantes y con el compromiso adquirido por ellos.
3. Fomentar la creatividad, la responsabilidad individual, el trabajo colaborativo, la capacidad crítica, la toma de decisiones, la eficiencia y la facilidad de expresar sus opiniones personales.
4. Que los estudiantes experimenten las formas de interactuar que el mundo actual demanda.
5. Combinar positivamente el aprendizaje de contenidos fundamentales y el desarrollo de destrezas que aumentan la autonomía en el aprender.
6. El desarrollo de la persona; los alumnos adquieren la experiencia y el espíritu de trabajar en grupo, a medida que ellos están en contacto con el proyecto.
7. Desarrollar habilidades sociales relacionadas con el trabajo en grupo y la negociación, la planeación, la conducción, el monitoreo y la evaluación de las propias capacidades intelectuales, incluyendo resolución de problemas y hacer juicios de valor.
8. Satisfacer una necesidad social, lo cual fortalece los valores y compromiso del estudiante con el entorno.

Rojas (2005), citado por Maldonado Pérez (2008), menciona otros beneficios como:
1. Prepara a los estudiantes para los puestos de trabajo.
2. Aumenta la motivación.
3. Hace la conexión entre el aprendizaje en la escuela y la realidad.
4. Ofrece oportunidades de colaboración para construir conocimiento.
5. Aumenta las habilidades sociales y de comunicación.
6. Permite a los estudiantes tanto hacer como ver las conexiones existentes entre diferentes disciplinas.
7. Aumenta la autoestima.

## Características
- Se trata de una metodología activa, en la que las y los alumnos son los protagonistas de su aprendizaje: investigan, crean, aprenden, aplican lo aprendido en una situación real, comparten su experiencia con otras personas y analizan los resultados. Ellos elegirán, en la medida de lo posible, la problemática que desean abordar (entre varias opciones o de manera totalmente libre, en función de su nivel), y trabajarán en equipo para resolverla.[17]
- Se involucra en una situación problemática real y de distintas áreas. Se centra en una pregunta o tarea abiertas.
- Oportunidades para que los estudiantes realicen investigaciones que le permitan aprender nuevos conceptos, aplicar la información y representar su conocimiento de diversas formas. Favorece una aplicación auténtica de los contenidos o habilidades.
- Colaboración entre los estudiantes, maestros y otras personas involucradas con el fin de que el conocimiento sea compartido y distribuido entre los miembros.
- Uso de herramientas cognitivas y ambientales de aprendizaje (laboratorios computacionales, hipermedios, aplicaciones gráficos y telecomunicaciones).
- Se construyen competencias propias del siglo XXI.
- Enfatiza la independencia de los estudiantes y su indagación.
- Tiene más duración y es más polifacéticos que las lecciones o las tareas tradicionales. Puede ser de gran duración (semanas o meses)
- Incluye la creación de un producto o presentación.
- Puede seguir un guion pero, a menudo utiliza la realidad, tareas e intervenciones totalmente auténticas.
- El profesorado no facilita ningún tipo de contenido al principio del proceso para que los/as estudiantes puedan realizar el proyecto.

## Fases para implementar un aprendizaje basado en proyectos
Ya Kilpatrick distinguía varias modalidades de proyectos que requerían distintas fases de realización. En la actualidad es muy diversa la manera en la que estos se llevan a cabo pero en general podríamos decir que las fases comunes son las siguientes:
1. El proyecto surge como una necesidad real de saber, de conocer algo (acto de inquirir). El grupo se enfrenta a una situación problemática a la que deben dar respuesta.
2. Los estudiantes se plantean qué saben de la cuestión y qué necesitan saber de esta.
3. Comienza una fase de investigación, con los estudiantes organizados en grupos heterogéneos, a menudo dirigida por una pregunta motriz, a partir de un escenario concreto. No existe un estudio previo de materiales para poder abordar el proyecto, ni el profesor les prepara la información que van a necesitar para abordado
4. Al final de la investigación, los grupos muestran a la asamblea de la clase cuáles son los resultados de la investigación. Normalmente, este resultado es un producto concreto, a menudo algo tangible. Durante la elaboración de este producto, se producen los aprendizajes de los estudiantes. En la mayor parte de los proyectos se procede a hacer, al finalizar esta fase, un mapa conceptual de lo investigado. En algunos casos se procede a hacer una presentación pública del proyecto a la comunidad educativa o a agentes sociales implicados en la problemática.
5. Evaluación. Toda la clase se reúne para poner en común lo aprendido y para volver a plantearse qué saben ahora de la cuestión y qué necesitan saber ahora. Un proceso iterativo que convierte al proyecto en una especie de espiral de aprendizaje que puede no tener fin, ya que, a lo largo de la investigación, suelen surgir nuevas cuestiones y, por tanto, el inicio de un nuevo proyecto.